# Influència social

influència social

La influència social és un procés psicològic i social en què una persona intenta influir en els comportaments i actituds dels altres. La influència inclou la persuasió, la conformitat social, l'acceptació social o compliment i la obediència social. Partint de la base que l'home és un ésser social que viu en societat, sembla clar que qualsevol fet o circumstància que passi al seu voltant, l'influirà.
A través de les normes socials aprenem a comportar-nos en societat. Aquestes normes poden ser: Explícites quan tot està explicat de manera clara i sense amagar res, o implícites quan es dona per suposat encara que no es digui clarament. En cada grup social (en cada família, grup d'amics, escola, feina i molts altres grups o situacions) hi haurà normes o pautes de comportament diferents. La persona que entra en un grup adquireix les normes d'aquell grup mitjançant un procés de socialització, que podria ser. Per exemple: la imitació, que fa que aquesta persona vagi aprenent les normes d'aquell grup.

## Tipus

### Conformitat
La conformitat és el punt fins al qual les diferents persones d'un grup social canviaran el seu comportament, opcions i actituds per poder lligar més amb les opinions que ens dona el grup. El terme conformitat està directament relacionat amb la influència dels grups. Aquesta necessitat de adaptar-se sorgeix de dues necessitats bàsiques:
- Influència social informativa: volem tenir la raó i per això quan no estem segurs d'alguna cosa demanem l'opinió dels altres, perquè pensem que els altres en saben més.
- Influència social: normativa volem que els altres els agradi.[3]

Exemple: una persona que li agrada una marca concreta, però en compra una altra perquè és el que està de moda en l'entorn on se situa.
Un dels primers psicòlegs que va dur a terme experiments sobre aquest concepte va ser Solomon Asch.

### Compliment
Depenent de l'entorn social en què es trobi la persona, complirà o seguirà els altres per a ser com ells, i que no se'ls exclogui socialment. En conclusió, el compliment pot variar el comportament, però no el pensament. Perquè el compliment es pugui dur a terme, cal que hi hagi persuasió. Hi ha moltes tàctiques de persuasió en funció de l'entorn en que estiguem.
Exemple: un psicòleg que defensa la llibertat, és a dir, que cadascú fos lliure a pensar...Aquests és Erich Fromm.

### Obediència
És una qualitat que fa que una persona faci una cosa, hi estigui o no d'acord. Hi ha dues formes d'obediència:
- L'obediència constructiva: obeeixes per fer una cosa bona .Per exemple: la forma d'obediència són els camps d'entrenament militar o el sistema legal.
- L'obediència destructiva: causa d'any als individus i a la societat. Les persones compleixen les normes pel sol fet que els ho mana una autoritat.[6] El cas més clar és el de l'Holocaust jueu.

Un dels psicòlegs més rellevants en l'estudia de la obediència és Stanley Milgram.

## Tècniques de l'acceptació social[7]
- Amistat-grat: acceptem més quan algú ens cau bé o el coneixem.
- Coherència-Compromís: una vegada que una persona ha pres una decisió intenta ser coherent.
- Escassesa: creiem que el que és escàs és millor valorat. Intentem accedir a oportunitats.
- Reciprocitat: estem més disposats a acceptar peticions d'algú que després podrem demanar els altres.
- Validació: estem més disposats a comprar allò que creiem que compra la majoria de la gent perquè són similars a nosaltres.
- Autoritat: valorem l'autoritat.